# Francesco Sfondrati
Francesco Sfondrati (ur. 26 października 1493 w Cremonie, zm. 31 lipca 1550 tamże) – włoski kardynał.

## Życiorys
Był synem patrycjusza Giovanniego Battista Sfrondatiego i Margherity Homodeo. Sam został patrycjuszem i senatorem w Mediolanie. Studiował łacinę i grekę na Uniwersytecie w Pawii; uzyskał także doktorat z prawa. Od 1518 roku wykładał prawo na kilku uniwersytetach i został doradcą prawnym Karola III Dobrego, Franciszka II Sforzy i cesarza rzymskiego Karola V. W Pawii pełnił także funkcję podesty. Wkrótce potem poznał swoją przyszłą żonę, Annę Visconti, z którą miał siedmioro dzieci, a najstarszy syn, Niccolò został w przyszłości wybrany papieżem.
Po śmierci żony (20 listopada 1538) wstąpił do stanu duchownego i niebawem został protonotariuszem apostolskim i referendarzem Najwyższego Trybunału Sygnatury Apostolskiej. 12 października 1543 został wybrany biskupem Sarno. Rok później, 27 października 1544 został arcybiskupem Amalfi. W międzyczasie pełnił rolę nadzwyczajnego nuncjusza, negocjującego pokój pomiędzy cesarzem Ferdynandem I, a królem Francji Franciszkiem I. 19 grudnia 1544 został kreowany kardynałem prezbiterem i otrzymał diakonię SS. Nereo e Achilleo. Pełnił potem kilka misji legata i 23 marca 1547 został arcybiskupem (tytuł własny) Capaccio. 9 listopada 1549 został arcybiskupem Cremony (tytuł własny) i pozostał nim do śmierci.